# Final Fight: Streetwise
Final Fight: Streetwise è un videogioco della serie videoludica Final Fight. Storicamente posto sette anni a seguito delle vicende avvenute nell'originale Final Fight, colloca come protagonista Kyle Travers, fratello minore di Cody.
Alla ricerca del fratello maggiore, rapito da ignoti, incontrerà, durante la sua avventura nei sobborghi della città, avversari a lui familiari, ed altri ancora a lui ignari.
Capcom Production Studio 8, lo studio in cui è stato sviluppato il gioco, fallì; non fu a causa delle poche vendite la disfatta, essendo stata prestabilita sin da prima della pubblicazione. In seguito fu convertito da un'altra software house per Xbox.
Primo della serie Final Fight ad essere valutato come prodotto PEGI 18+, causa gli eccessivi contenuti cruenti ed angoscianti, consumo di droga ed alcol, sessualità e linguaggi volgari. La vendita in Giappone ne fu vietata.
Oltre al gioco, nelle versioni in scatola, e vendute su pre-ordinazione, era possibile ricevere una storia illustrata, redatta, tratteggiata e doppiata dall'artista Trent Kaniuga.
Poison, ambiguo personaggio travestito proveniente dall'originale Final Fight e dalla revisione Final Fight Revenge, originariamente era incluso nel titolo: se fosse un nemico od alleato non si sa.
È ignoto anche il perché della rimozione dal gioco.

## Ricezione
Una volta distribuito, ovunque, nel mondo, ha ottenuto voti disarmanti. Molti siti esperti in recensioni videoludiche (si citi IGN), hanno valutato il gioco con un 3.6 su 10.
ScrewAttack ha catalogato Final Fight:Streetwise come la sesta conversione peggiore di un videogioco originariamente bidimensionale alla terza dimensione.